# Jean Maximilien Lamarque
Jean Maximilien Lamarque, francoski general, * 1770, † 1832.